# Distrito de Athabasca
O Distrito de Athabasca foi um antigo distrito do Canadá. Sua fronteira norte era a atual fronteira sul dos Territórios do Noroeste e se estendia para o sul até a latitude 55 norte. A parte mais a oeste é agora parte de Alberta e a maior parte do leste está agora em Saskatchewan. A parte mais oriental é agora parte de Manitoba.  Criado em 1882 a partir dos Territórios do Noroeste, foi expandido para o Saskatchewan moderno em 1885. Deixou de existir em 1905.